# Dapsa sellata
Dapsa sellata es una especie de coleóptero de la familia Endomychidae.

## Distribución geográfica
Habita en Argelia.